# Женіва (Флорида)
Женіва (англ. Geneva) — переписна місцевість (CDP) в США, в окрузі Семінол штату Флорида. Населення — 2913 особи (2020).

## Географія
Женіва розташована за координатами 28°44′17″ пн. ш. 81°6′49″ зх. д. / 28.73806° пн. ш. 81.11361° зх. д. (28.737919, -81.113692).  За даними Бюро перепису населення США в 2010 році переписна місцевість мала площу 32,32 км², з яких 30,07 км² — суходіл та 2,25 км² — водойми.

## Демографія
Згідно з переписом 2010 року, у переписній місцевості мешкало 2940 осіб у 1034 домогосподарствах у складі 831 родини. Густота населення становила 91 особа/км².  Було 1110 помешкань (34/км²).
Расовий склад населення:
| - 91,8 % — білих - 2,4 % — азіатів - 1,7 % — чорних або афроамериканців - 0,5 % — корінних американців - 1,3 % — осіб інших рас |

До двох чи більше рас належало 2,3 %. Частка іспаномовних становила 5,3 % від усіх жителів.
За віковим діапазоном населення розподілялося таким чином: 21,8 % — особи молодші 18 років, 65,8 % — особи у віці 18—64 років, 12,4 % — особи у віці 65 років та старші. Медіана віку мешканця становила 44,3 року. На 100 осіб жіночої статі у переписній місцевості припадало 103,9 чоловіків;  на 100 жінок у віці від 18 років та старших — 103,7 чоловіків також старших 18 років.
Середній дохід на одне домашнє господарство  становив 111 346 доларів США (медіана — 85 743), а середній дохід на одну сім'ю — 126 125 доларів (медіана — 94 702). Медіана доходів становила 55 813 долари для чоловіків та 45 809 доларів для жінок. За межею бідності перебувало 2,7 % осіб, у тому числі 2,3 % дітей у віці до 18 років та 0,0 % осіб у віці 65 років та старших.
Цивільне працевлаштоване населення становило 1112 осіб. Основні галузі зайнятості: фінанси, страхування та нерухомість — 18,3 %, науковці, спеціалісти, менеджери — 16,4 %, будівництво — 12,9 %.